# Rainbow Family

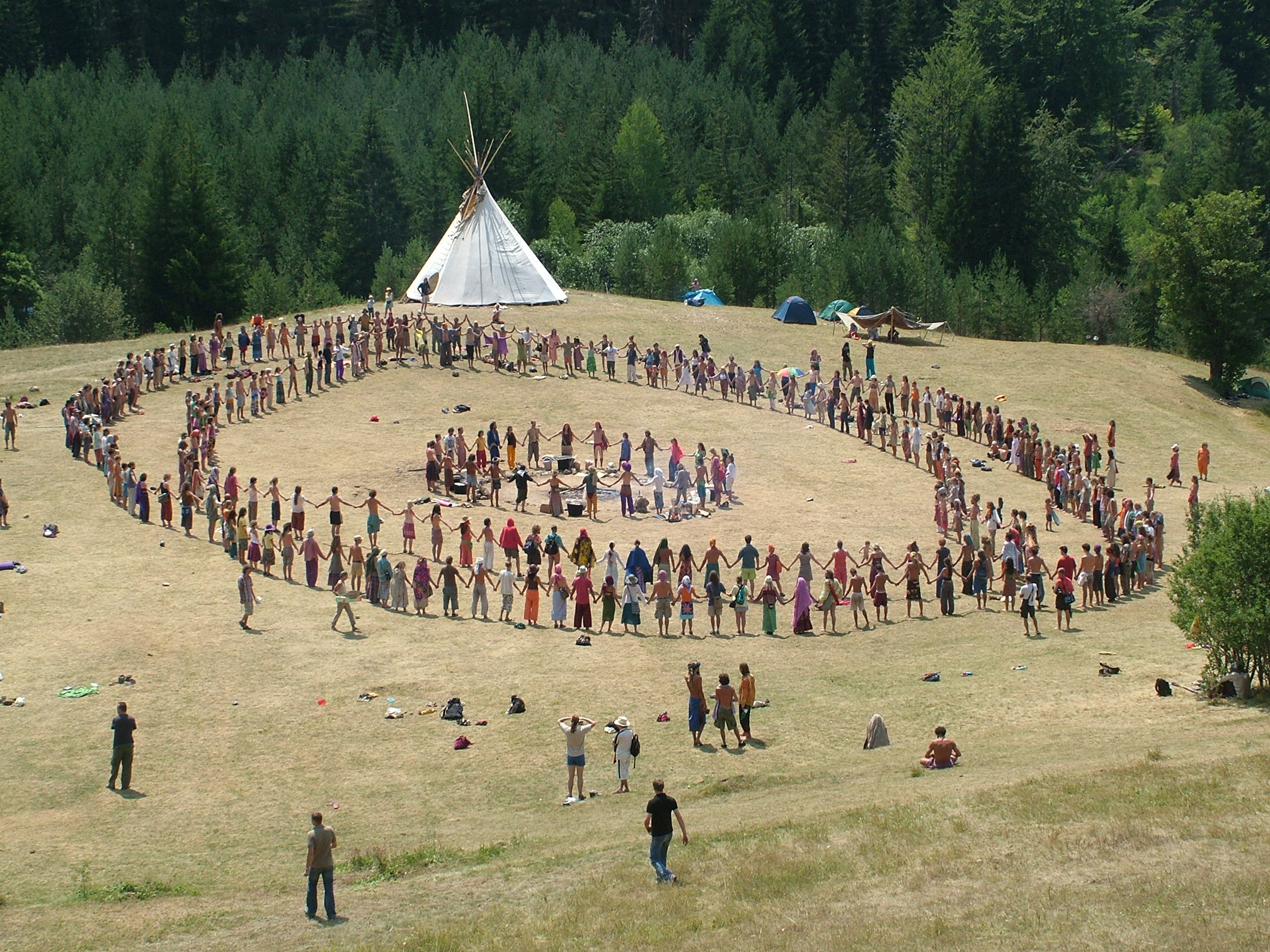
Spotkanie Rainbow Family w 2007 r. w Bośni

Rainbow Family, Rodzina Tęczy, a dokładnie The Rainbow Family of Living Light jest to międzynarodowy luźny i niesformalizowany ruch osób różnych dróg, filozofii i wyznań których wspólnym celem jest dążenie do wprowadzenia na Ziemi pokoju i wolnej miłości.
Tęcza oznacza włączenie wszystkich kolorów i ras. Uczestnicy zgromadzeń Rodziny Tęczy często nazywają ją największą "nieorganizacją" "nieczłonków" na świecie. Czasami nazywają ją też "dezorganizacją". Ruch ten nie ma kierowników, struktur, oficjalnych rzeczników, ani formalnego członkostwa.
Zamiast tego wspólnota organizuje społeczność osób kochających Ziemię i zgromadzenia (gatherings) na których każdy prosi swoich bogów lub Boga o pokój na Ziemi. Zgromadzenie zarządzane jest przez rady w których mogą uczestniczyć wszyscy ci którzy mają ochotę.
Rodzina tęczy opiera się na kilku zasadach:
- Zasada niewykluczania, fundamentalna zasada zgodnie z którą zgromadzenie jest otwarte na każdego i nikt nie jest wykluczony.
- Zasada nieformalizowania, Rodzina Tęczy nigdy nie była i nie będzie w jakikolwiek sposób sformalizowana w sposób prawny, finansowy czy polityczny.
- Zasada kręgu, wszelkie wydarzenia związane z Rodziną Tęczy (narady, dyskusje, spotkania, posiłki podczas spotkań) odbywają się jako dobrowolne i otwarte zgromadzenia podczas których uczestnicy zasiadają (w miarę możliwości) w kręgu. Każdy może w takim spotkaniu uczestniczyć, na równi z pozostałymi.
- Zasada konsensusu, wszelkie decyzje dotyczące rodziny podejmowane są podczas narad (kręgów) jednogłośnie.
- "Magiczny Kapelusz", działalność rodziny tęczy jest finansowana z datków składanych do "Magicznego Kapelusza". Nakrycia głowy do których można wrzucać datki wystawiane są podczas spotkań, lub noszone przed posiłkiem. Podczas spotkań organizowanych w ramach rodziny tęczy nie dopuszcza się żadnych działań opartych na użyciu pieniędzy, w szczególności handlu.

Ważnym ustaleniem organizacyjnym jest nie zażywanie podczas spotkań alkoholu i innych chemicznych środków odurzających.
Oprócz tych zasad podejmowane są również w kręgu konsensusy, dotyczące szczegółowych ustaleń, np. konsensus mówiący o nie zamieszczaniu informacji na temat dokładnego miejsca gatheringu na publicznie dostępnych stronach www.

## Tęczowe Kręgi
Zgromadzenia Rodziny noszą nazwę "Rainbow Gatherings" i są organizowane od roku 1969. Rodzina organizuje kręgi cały czas w różnych miejscach świata. Największe spotkania odbywają się w ramach poszczególnych kontynentów, oprócz tego odbywa się krąg światowy i lokalne kręgi krajowe. Na krąg zjeżdżają się ludzie z wielu kontynentów, o różnych wyznaniach, jest wielu rastafarian, muzułmanów i chrześcijan różnych wyznań. Zwykle są organizowane warsztaty grania na różnych instrumentach (np. bębnach, różnego rodzaju piszczałkach, fletach), artystyczne, teatralne. Uczestnicy wymieniają się wrażeniami z podróży po świecie, przekazują sobie informacje i umiejętności związane z grupami etnicznymi czy wyznaniami.
Kręgi kontynentalne i światowe trwają najczęściej miesiąc. Rozpoczynają się ok. dwóch tygodni przed pełnią księżyca. Uczestnicy nie używają innych rzeczy niż naturalne, myją się gliną lub popiołem, który jest gromadzony już podczas przygotowań obozowiska. Mieszkają w namiotach, szałasach i tipi. Miejsce i czas nie są podawane w mediach masowych czy internecie. Informacje te są przekazywane bezpośrednio od człowieka do człowieka (z ust do ust, czy też za pośrednictwem maila, ulotki rozprowadzanych w ramach lokalnej rodziny).
W Polsce odbyły się dwa kręgi europejskie: w 1991 roku na Tworylnem w Bieszczadach i w rok później na Polanach Surowicznych w Beskidzie Niskim. Oprócz tego Polska Rodzina Tęczy organizuje co roku lokalne polskie spotkanie. Rozpoczyna się ono tydzień przed ostatnią pełnią czerwca, kończy tydzień po niej. Dotychczas spotkania te odbywały się w Bieszczadach i Beskidzie Niskim.
W 2015 roku odbyło się pierwsze regionalne spotkanie polsko-czesko-słowackie na Słowacji, w pobliżu trójstyku PL-CZ-SK. Spotkania te będą kontynuowane w latach następnych.
W grudniu 2015 roku odbyło się światowe spotkanie w Egipcie, na półwyspie Synaj, w 2016 roku w Maroku, w 2017 roku w Indonezji, w 2018 roku planowane jest na Tajwanie.
W ostatnich latach spotkania europejskie odbyły się w:
- Niemcy – 2005
- Anglia – 2006
- Bośnia – 2007
- Serbia – 2008
- Ukraina – 2009
- Finlandia – 2010
- Portugalia – 2011
- Słowacja – 2012
- Grecja – 2013
- Rumunia -2014
- Litwa – 2015
- Alpy – 2016 (ostatecznie odbyło się na granicy Słowenii i Włoch)
- Włochy 2017
- Polska 2018
- Szwecja 2019